# Конвенция за метъра
Конвенцията за метъра (или Метричната конвенция) (на френски: Convention du Mètre) е международен договор, служещ да осигури единство на метрологичните стандарти в различните страни. Конвенцията е подписана през 1875 г. в Париж от 17 страни. През 1921 г. в договора си внесени малки изменения. Към Конвенцията са се присъединили 55 държави, в това число всички индустриално развити страни. В съответствие с Метричната конвенция са учредени Международно бюро за мерки и теглилки (BIPM) и Международен комитет за мерки и теглилки (CIPM), а освен това се свикват Генерални конференции по мерки и теглилки (CGPM). Тези международни организации са призвани да решават въпросите на стандартизацията в областта на метрологията.

## История на подписването
От 1 март до 20 май 1875 г. в Париж заседава дипломатическа конференция (на френски: Conférence diplomatique du mètre) с участието на пълномощни представители на 20 държави, която завършва с подписването на Конвенцията за метъра. Конвенцията е подписана на 20 май 1875 г. в Залата с часовника (на френски: Salon de l'Horloge) в сградата на Министерството на външните работи на Франция на крайбрежната парижка улица Ке д'Орсе. Подписването е предшествано от 90-минутно заседание, започнало в два часа следобед. Конвенцията е подписана от пълномощните представители на 17 страни от името на главите на съответните държави.

## Международно бюро за мерки и теглилки
Международното бюро за мерки и теглилки (BIPM) е постоянно действаща организация с щаб-квартира, разположена в град Севър (Sèvres) близо до Париж (Франция). Основната задача на Бюрото е да осигури съществуването на единна система за измервания във всички страни-участнички в Конвенцията за метъра. За тази цел се сравняват националните еталони на единиците за измерване и се провеждат изследвания в областта на метрологията, насочени към увеличаване точността на измерванията. Бюрото се финансира от страните-участнички в Конвенцията за метъра.

## Международен комитет за мерки и теглилки
Международният комитет за мерки и теглилки (CIPM) се състои от 18 души, всеки от които представлява една страна-участник. Комитетът се събира ежегодно в щаб-квартирата на Международното бюро за мерки и теглилки. Комитетът наблюдава работата на Международното бюро за мерки и теглилки, координира метрологичните изследвания в страните-участнички и изработва препоръки за Генералните конференции за мерки и теглилки.

## Генерални конференции за мерки и теглилки
Генералните конференции за мерки и теглилки (CGPM) се свикват веднъж на четири години. В тях участват представители на всички страни-участнички в Конвенцията за метъра, както и наблюдатели от асоциираните членове.
Конференцията изслушва доклада на Международния комитет за мерки и теглилки, взема решения, насочени към подобряване на международнaта система единици (SI) и нейното разпространение, утвърждава бюджета на Международното бюро за мерки и теглилки за следващите четири години.

## Списък на страните-участнички
Австралия, Австрия, Аржентина, Белгия, България, Бразилия, Великобритания, Унгария, Венецуела, Германия, Гърция, Дания, Доминиканска република, Египет, Израел, Индия, Индонезия, Ирландия, Исламска република Иран, Испания, Италия, Казахстан, Камерун, Канада, Кения, Китай, КНДР, Малайзия, Мексико, Нидерландия, Нова Зеландия, Норвегия, Пакистан, Полша, Португалия, Република Корея, Руска федерация, Румъния, Сърбия и Черна гора, Саудитска Арабия, Сингапур, Словакия, САЩ, Тайланд, Тунис, Турция, Уругвай, Финландия, Франция, Хърватия, Чехия, Чили, Швейцария, Швеция, Република Южна Африка, Япония.

## Асоциирани страни
Албания, Беларус, Виетнам, Хонконг, Кения, Казахстан, Коста Рика, Куба, Латвия, Литва, Малта, Панама, Словения, Тайван, Украйна, Филипини, Еквадор, Естония, Ямайка.